# Xã White Hall, Quận Greene, Illinois
Xã White Hall (tiếng Anh: White Hall Township) là một xã thuộc quận Greene, tiểu bang Illinois, Hoa Kỳ. Năm 2010, dân số của xã này là 3.040 người.